# Danh sách quân chủ Tây Ban Nha
Đây là danh sách vị quân chủ Tây Ban Nha, được xem là người cai trị của đất nước Tây Ban Nha theo nghĩa hiện đại của từ này. Tiền thân của ngôi vua Tây Ban Nha chính là dòng họ của những vương quốc: Visigoth, Asturias, Navarra, León, Galicia, Aragón và Castilla hợp thành. Bảy dòng vua này cuối cùng đã được thống nhất bởi cuộc hôn nhân của hai người đứng đầu Vương quốc Liên hiệp theo Công giáo, Ferrando II của Aragón (quốc vương của Vương quyền Aragón) và Isabel I của Castilla (nữ vương của Vương quyền Castilla). Mặc dù vương quốc của họ tiếp tục được tách rời, nhưng với sự liên minh cá nhân, họ cùng nhau cai trị như một lãnh thổ thống nhất. Fernando còn chinh phục một phần phía nam xứ Navarra và sáp nhập nó vào một thực thể chính là Tây Ban Nha sau này. Isabel giao lại vương quốc của mình cho con gái là Juana I của Castilla. Fernando đảm trách vai trò nhiếp chính cho Juana trong thời kỳ bà bị căn bệnh điên hành hạ; dù bị giới quý tộc Castilla từ chối và được thay thế bởi chồng của Juana là Philipp Đẹp trai, ông vẫn tiếp tục quay trở lại phụ chính từ sau cái chết của Philipp. Năm 1516, sau cái chết của Fernando II, con gái của ông Juana chính thức thừa hưởng Vương quốc Aragón, nhưng lại bị giam cầm tại Tordesillas vì chứng điên loạn. Là con trai của Juana, vị Hoàng đế La Mã Thần thánh tương lai Carlos, không muốn chỉ đơn thuần là một nhiếp chính vương, ông đã tự mình tuyên bố là vua Castilla và Aragón cùng với mẹ tại Bruxelles. Quốc hội (Cortes) Castilla và Aragón buộc phải tuyên thệ ông là đồng trị vì cùng với mẹ mình. Sau cái chết của Juana, ông trở thành vị vua duy nhất xứ Castilla và Aragón, và ngôi vị kể từ đó được thống nhất vĩnh viễn.

## Vương quốc Tây Ban Nha (1479–1873)

### Nhà Trastámara(1479–1555)
Dưới thời Isabel và Fernando, vương triều của Castilla và Aragón đã được thống nhất thành một vương triều duy nhất cho cả chung đất nước Tây Ban Nha.
| Tên             | Tuổi thọ                                             | Bắt đầu trị vì                                       | Kết thúc trị vì                                      | Ghi chú | Dòng dõi   | Hình                                                              |
| --------------- | ---------------------------------------------------- | ---------------------------------------------------- | ---------------------------------------------------- | --- | ---------- | ----------------------------------------------------------------- |
| Isabel I        | 22 tháng 4 năm 1451 – 26 tháng 11 năm 1504 (53 tuổi) | 13 tháng 12 1474 Ở Castilla                          | 26 tháng 11 1504 Ở Castilla                          | Con gái của Juan II của Castilla và Isabel của Bồ Đào Nha                                                           | Trastámara | Isabel I của Castilla                                             |
| Fernando V & II | 10 tháng 3 năm 1452 – 23 tháng 1 năm 1516 (63 tuổi)  | 15 tháng 1 1475 Ở Castilla 20 tháng 1 1479 Ở Aragon  | 26 tháng 11 1504 Ở Castilla 23 tháng 1 1516 Ở Aragon | Con trai của Chuan II của Aragón và Juana Enríquez                                                                  | Trastámara | Fernando V xứ Castilla và II xứ Aragón                            |
| Juana I         | 6 tháng 11 năm 1479 – 12 tháng 4 năm 1555 (75 tuổi)  | 26 tháng 11 1504 Ở Castilla 23 tháng 1 1516 Ở Aragon | 12 tháng 4 1555 Ở Tây Ban Nha                        | Con gái của Isabel I xứ Castilla và Ferrando II của Aragón                                                          | Trastámara | Juana I của Castilla và Aragón (sau này: Juana I của Tây Ban Nha) |
| Felipe I        | 22 tháng 7 năm 1478 – 25 tháng 9 năm 1506 (28 tuổi)  | 27 tháng 6 1506 Ở Castilla                           | 25 tháng 9 1506 Ở Castilla                           | Con trai của Maximilian I của Thánh chế La Mã và Marie I, Nữ công tước xứ Bourgogne, chồng của Juana I của Castilla | Habsburg   | Philipp Đẹp trai                                                  |

### Nhà Habsburgo(1516–1700)
Dưới thời Juana và Carlos I, hai ngai vàng Castilla và Aragón cuối cùng đã được thống nhất dưới một vương triều. 
| Tên                      | Tuổi thọ                                            | Bắt đầu trị vì  | Kết thúc trị vì            | Ghi chú                                  | Dòng dõi  | Hình                       |
| ------------------------ | --------------------------------------------------- | --------------- | -------------------------- | ---------------------------------------- | --------- | -------------------------- |
| Carlos I - Hoàng đế      | 24 tháng 2 năm 1500 – 21 tháng 9 năm 1558 (58 tuổi) | 14 tháng 3 1516 | 16 tháng 1 1556 (thoái vị) | Con trai của Juana I và Philipp Đẹp trai | Habsburgo | Carlos I của Tây Ban Nha   |
| Felipe II - Khôn ngoan   | 21 tháng 5 năm 1527 – 13 tháng 9 năm 1598 (71 tuổi) | 16 tháng 1 1556 | 13 tháng 9 1598            | Con của Carlos I                         | Habsburgo | Felipe II của Tây Ban Nha  |
| Felipe III - Ngoan đạo   | 14 tháng 4 năm 1578 – 31 tháng 3 năm 1621 (42 tuổi) | 13 tháng 9 1598 | 31 tháng 3 1621            | Con trai của Felipe II                   | Habsburgo | Felipe III của Tây Ban Nha |
| Felipe IV - Đại đế       | 8 tháng 4 năm 1605 – 17 tháng 9 năm 1665 (60 tuổi)  | 31 tháng 3 1621 | 17 tháng 9 1665            | Con trai của Felipe III                  | Habsburgo | Felipe IV của Tây Ban Nha  |
| Carlos II - Kẻ bị bỏ bùa | 6 tháng 11 năm 1661 – 1 tháng 11 năm 1700 (38 tuổi) | 17 tháng 9 1665 | 1 tháng 11 1700            | Con trai của Felipe IV                   | Habsburgo | Carlos II của Tây Ban Nha  |

### Nhà Borbón(1700–1808)
Carlos II qua đời vì bạo bệnh vào năm 1700. Trước khi mất, Carlos đã kịp thời đề trong bản di chúc chỉ định Felipe mới 16 tuổi, đứa cháu của chị gái María Teresa của Tây Ban Nha làm người kế vị của ông. Trong trường hợp Felipe từ chối ra thì vương miện Tây Ban Nha sẽ được trao cho ứng viên kế tiếp là em trai của Felipe là Carlos, Công tước xứ Berry, hoặc tiếp theo là Quận công Karl xứ Áo. Cả hai bên tranh chấp, Felipe và Carlos, đều có quyền lợi chính đáng đối với ngôi vị Tây Ban Nha do thực tế rằng ông nội của Felipe, Vua Louis XIV của Pháp và cha của Carlos, Leopold I của Đế quốc La Mã Thần thánh, đều là con của người dì Carlos là Anne và Maria Anna. Felipe có yêu sách tốt hơn bởi vì bà ngoại và bà cố của ông đều lớn tuổi hơn của Leopold. Tuy nhiên, đòi hỏi của nhánh bên Áo tuyên bố rằng bà ngoại của Felipe đã từ bỏ ngai vàng Tây Ban Nha cho mình và con cháu như là một phần trong hôn ước của bà. Điều này đã bị phản đối theo đòi hỏi của nhánh bên Pháp rằng họ dựa trên cơ sở là hồi môn chưa bao giờ được trả đầy đủ một cách thỏa đáng. Sau một cuộc họp hội nghị kéo dài, Dauphin đã lên tiếng ủng hộ quyền lợi của con trai mình, tất cả đều đồng ý rằng Philip sẽ lên ngôi vua. Kế đó, một cuộc chiến tranh đã xảy ra và Quận công Karl được tôn làm vua Tây Ban Nha với vương hiệu Carlos III nhằm đối lập với Felipe V. Ông này cũng được quần thần phò tá lên ngôi ở Viên, và ở Madrid vào năm 1706 và năm 1710. Carlos đã từ bỏ yêu sách ngôi vua Tây Ban Nha theo Hòa ước Rastatt năm 1714, nhưng vẫn được phép sử dụng danh xưng vua Tây Ban Nha trong phần đời còn lại của mình.
| Tên                                          | Tuổi thọ                                             | Bắt đầu trị vì   | Kết thúc trị vì            | Ghi chú                 | Dòng dõi | Hình                         |
| -------------------------------------------- | ---------------------------------------------------- | ---------------- | -------------------------- | ----------------------- | -------- | ---------------------------- |
| Felipe V - Can đảm                           | 19 tháng 12 năm 1683 – 9 tháng 7 năm 1746 (62 tuổi)  | 16 tháng 11 1700 | 14 tháng 1 1724 (thoái vị) | Chắt trai của Felipe IV | Borbón   | Felipe V của Tây Ban Nha     |
| Luis I - Yêu quý và hào phóng                | 25 tháng 8 năm 1707 – 31 tháng 8 năm 1724 (17 tuổi)  | 14 tháng 1 1724  | 31 tháng 8 1724            | Con trai của Felipe V   | Borbón   | Luis I của Tây Ban Nha       |
| Felipe V - Can đảm                           | 19 tháng 12 năm 1683 – 9 tháng 7 năm 1746 (62 tuổi)  | 6 tháng 9 1724   | 9 tháng 7 1746             | Cha của Luis I          | Borbón   | Felipe V của Tây Ban Nha     |
| Fernando VI - Thông thái                     | 23 tháng 9 năm 1713 – 10 tháng 8 năm 1759 (45 tuổi)  | 9 tháng 7 1746   | 10 tháng 8 1759            | Con trai của Felipe V   | Borbón   | Fernando VI của Tây Ban Nha  |
| Carlos III - Sáng ngời và nhà Vua-Thị trưởng | 20 tháng 1 năm 1716 – 14 tháng 12 năm 1788 (72 tuổi) | 10 tháng 8 1759  | 14 tháng 12 1788           | Con trai của Felipe V   | Borbón   | Carlos III của Tây Ban Nha   |
| Carlos IV - Thợ săn                          | 11 tháng 11 năm 1748 – 20 tháng 1 năm 1819 (70 tuổi) | 14 tháng 12 1788 | 19 tháng 3 1808 (thoái vị) | Con của Carlos III      | Borbón   | Carlos IV của Tây Ban Nha    |
| Fernando VII - Mơ ước và nhà Vua Độc đoán    | 14 tháng 10 năm 1784 – 29 tháng 9 năm 1833 (48 tuổi) | 19 tháng 3 1808  | 6 tháng 5 1808 (thoái vị)  | Con trai của Carlos IV  | Borbón   | Fernando VII của Tây Ban Nha |

### Nhà Bonaparte(1808–1813)
Triều đại này chỉ có duy nhất một vị vua là Joseph (José I) được người em trai Napoléon I của Pháp đưa lên từ sau khi cả hai vị vua Carlos IV và Fernando VII đều thoái vị. Danh hiệu mà Joseph I sử dụng là Vua của người Tây Ban Nha và Ấn Độ, nhờ ơn Chúa và Hiến pháp của Quốc gia. Ông về sau được giao cho toàn bộ danh hiệu của những đời vua trước đây. Một chính phủ đối lập với Pháp được thành lập tại Cádiz vào ngày 25 tháng 9 năm 1808, đã tiếp tục công nhận Fernando VII đang bị giam cầm là vua. Chính phủ này được Anh quốc và các nước khác có chiến tranh với Pháp công nhận về mặt ngoại giao như là chính phủ Tây Ban Nha hợp pháp.
| Tên                                   | Tuổi thọ                                           | Bắt đầu trị vì | Kết thúc trị vì              | Ghi chú                      | Dòng dõi  | Hình                   |
| ------------------------------------- | -------------------------------------------------- | -------------- | ---------------------------- | ---------------------------- | --------- | ---------------------- |
| José I - Kẻ xâm phạm và Chai rượu Joe | 7 tháng 1 năm 1768 – 28 tháng 7 năm 1844 (76 tuổi) | 6 tháng 6 1808 | 11 tháng 12 1813 (phế truất) | Anh cả của Hoàng đế Napoléon | Bonaparte | José I của Tây Ban Nha |

### Nhà Borbón(1813–1868)
Con trưởng của Carlos IV được khôi phục ngôi vị. Các tước hiệu được sử dụng một lần nữa là Vua xứ Castilla, León, Aragón,… nhờ ơn Chúa.
| Tên                                       | Tuổi thọ                                             | Bắt đầu trị vì   | Kết thúc trị vì             | Ghi chú                  | Dòng dõi | Hình                         |
| ----------------------------------------- | ---------------------------------------------------- | ---------------- | --------------------------- | ------------------------ | -------- | ---------------------------- |
| Fernando VII - Mơ ước và nhà Vua Độc đoán | 14 tháng 10 năm 1784 – 29 tháng 9 năm 1833 (48 tuổi) | 11 tháng 12 1813 | 29 tháng 9 1833             | Con trai của Carlos IV   | Borbón   | Fernando VII của Tây Ban Nha |
| Isabel II - Người có những số phận buồn   | 10 tháng 10 năm 1830 – 10 tháng 4 năm 1904 (73 tuổi) | 29 tháng 9 1833  | 30 tháng 9 1868 (phế truất) | Con gái của Fernando VII | Borbón   | Isabel II của Tây Ban Nha    |

### Nhà Saboya(1870–1873)
Cuộc cách mạng Tây Ban Nha năm 1868 phế truất Isabel II, dẫn tới việc thành lập một chính phủ lâm thời và chế độ nhiếp chính do Francisco Serrano y Domínguez đứng đầu từ ngày 8 tháng 10 năm 1868 đến ngày 2 tháng 1 năm 1871, trong lúc tìm kiếm một vị vua mới. Amadeo được bầu làm vua và danh hiệu mới được sử dụng là Vua Tây Ban Nha, nhờ ơn Chúa và ý nguyện của dân tộc.
| Tên                     | Tuổi thọ                                            | Bắt đầu trị vì   | Kết thúc trị vì            | Ghi chú                            | Dòng dõi | Hình                     |
| ----------------------- | --------------------------------------------------- | ---------------- | -------------------------- | ---------------------------------- | -------- | ------------------------ |
| Amadeo I - Vua Macaroni | 30 tháng 5 năm 1845 – 18 tháng 1 năm 1890 (44 tuổi) | 16 tháng 11 1870 | 11 tháng 2 1873 (thoái vị) | Quốc hội Cortes Generales bầu chọn | Saboya   | Amadeo I của Tây Ban Nha |

## Vương quốc Tây Ban Nha (1874–1931)

### Nhà Borbón(1874–1931)
Con trưởng của Isabel II đã được khôi phục lại ngai vàng khi bà thoái vị để ủng hộ ông vào năm 1870. Alfonso XII được xem là vị Vua Tây Ban Nha theo Hiến pháp. 
| Tên                                 | Tuổi thọ                                              | Bắt đầu trị vì   | Kết thúc trị vì            | Ghi chú                  | Dòng dõi | Hình                         |
| ----------------------------------- | ----------------------------------------------------- | ---------------- | -------------------------- | ------------------------ | -------- | ---------------------------- |
| Alfonso XII - Nhà kiến tạo hòa bình | 28 tháng 11 năm 1857 – 25 tháng 11 năm 1885 (27 tuổi) | 29 tháng 12 1874 | 25 tháng 11 1885           | Con trai của Isabel II   | Borbón   | Alfonso XII của Tây Ban Nha  |
| Alfonso XIII - Châu Phi             | 17 tháng 5 năm 1886 – 28 tháng 2 năm 1941 (54 tuổi)   | 17 tháng 5 1886  | 14 tháng 4 1931 (thoái vị) | Con trai của Alfonso XII | Borbón   | Alfonso XIII của Tây Ban Nha |

## Quốc gia Tây Ban Nha(1936–1975)
Ngày 1 tháng 10 năm 1936 Tướng Francisco Franco đã tự xưng là lãnh đạo Tây Ban Nha (Tây Ban Nha: Caudillo de España) tại những vùng của Tây Ban Nha nằm dưới sự kiểm soát của phe Quốc gia (nacionales) sau khi nội chiến Tây Ban Nha nổ ra. Vào cuối cuộc chiến ngày 1 tháng 4 năm 1939 Tướng Franco nắm quyền kiểm soát toàn bộ đất nước Tây Ban Nha. Năm 1947, Franco tuyên bố khôi phục lại chế độ quân chủ, nhưng không cho phép người đòi ngôi là Juan, Bá tước xứ Barcelona chiếm lấy ngôi vị. Năm 1969, Franco tuyên bố rằng Juan Carlos, Vương công Tây Ban Nha, con trai của Bá tước xứ Barcelona sẽ là người kế nhiệm. Sau cái chết của Franco vào năm 1975, Juan Carlos kế vị trở thành vua Tây Ban Nha.

## Vương quốc Tây Ban Nha(1975–nay)

### Nhà Borbón(1975–nay)
Việc đòi lại ngôi vua của Alfonso XIII được truyền (do sự từ bỏ của hai người con lớn tuổi nhất) sang cho người con thứ ba của ông là Juan xứ Bourbon, Bá tước Barcelona, người đã để vuột mất vào tay người con trưởng của mình cái danh hiệu Vua Tây Ban Nha. Bá tước Barcelona đã từ bỏ việc đòi ngôi vua để ủng hộ con trai mình vào năm 1977, hai năm sau khi cái chết của Franco và Juan Carlos chính thức đăng quang. Juan Carlos về sau đã thoái vị để ủng hộ con mình là Felipe VI lên ngôi vua vào ngày 19 tháng 6 năm 2014, với trưởng nữ của Felipe là Leonor sẽ là người kế vị tiếp theo.
| Tên           | Tuổi thọ         | Bắt đầu trị vì   | Kết thúc trị vì            | Ghi chú                    | Dòng dõi | Hình                          |
| ------------- | ---------------- | ---------------- | -------------------------- | -------------------------- | -------- | ----------------------------- |
| Juan Carlos I | 5 tháng 1, 1938  | 22 tháng 11 1975 | 19 tháng 6 2014 (thoái vị) | Cháu của Alfonso XIII      | Borbón   | Juan Carlos I của Tây Ban Nha |
| Felipe VI     | 30 tháng 1, 1968 | 19 tháng 6 2014  | Đương vị                   | Con trai của Juan Carlos I | Borbón   | Felipe VI của Tây Ban Nha     |